# Wybory regionalne w Badenii-Wirtembergii w 2006 roku
Wybory regionalne w landzie Badenia-Wirtembergia odbyły się 26 marca 2006. Ponownie zakończyły się zwycięstwem CDU, po których zawiązało ono koalicję z FDP z Güntherem Oettingerem jako premierem.

## Wyniki
|  | Partia                                                       | Głosy     | Procent (zmiana) | Procent (zmiana) | Mandaty (zmiana) | Mandaty (zmiana) | % mandatów |
|  | ------------------------------------------------------------ | --------- | ---------------- | ---------------- | ---------------- | ---------------- | ---------- |
|  | Unia Chrześcijańsko-Demokratyczna (CDU)                      | 1 748 781 | 44,2%            | -0,6%            | 69               | +6               | 49,7%      |
|  | Socjaldemokratyczna Partia Niemiec (SPD)                     | 996 095   | 25,2%            | +8,1%            | 38               | -7               | 27,3%      |
|  | Związek 90/Zieloni                                           | 462 889   | 11,7%            | +4,0%            | 17               | +7               | 12,2%      |
|  | Wolna Partia Demokratyczna (FDP)                             | 421 885   | 10,7%            | +2,6%            | 15               | +5               | 10,8%      |
|  | Alternatywa Wyborcza Praca i Sprawiedliwość Społeczna (WASG) | 121 875   | 3,1%             | -                | -                | -                | -          |
|  | Republikanie                                                 | 100 079   | 2,5%             | -1,9%            | -                | -                | -          |
|  | Pozostali                                                    | 108 741   | 2,6%             | -                | -                | -                | -          |
|  | Razem                                                        | 3 960 345 | 100,0%           | -                | 139              | +11              | 100,0%     |